# Sewurejo
Sewurejo is een bestuurslaag in het regentschap Karanganyar van de provincie Midden-Java, Indonesië. Sewurejo telt 5031 inwoners (volkstelling 2010).